# Andrea Klikovac
Andrea Klikovac, född 5 maj 1991 i Titograd, nuvarande Podgorica, i Jugoslavien, är en montenegrinsk handbollsspelare. Hon är nu främst försvarsspelare och vänsterhänt niometersspelare. 

## Karriär
Klikovac började spela handboll vid nio års ålder i sin hemstad Podgorica. Säsongen 2007–2008 deltog hon med damlaget i ŽRK Budućnost i Europeiska cupvinnarcupen. Hon var kvar i moderklubben till 2009. Mellan 2009 och 2011 var hon spelare i den montenegrinska ŽRK Biseri, med vilken hon också spelade i cuper i Europa. Efter att ha spelat för den makedonska klubben RK Žito Prilep säsongen 2011–2012 gick Klikovac till toppklubben ŽRK Vardar. Med Vardar vann hon makedonska mästerskapet 2013, 2014, 2015, 2016, 2017 och 2018, samt makedonska cupen 2014, 2015, 2016, 2017 och 2018. Dessutom nådde hon Final Four under säsongerna 2013–2014, 2014–2015 och 2015–2016 i Champions League. Sommaren 2018 flyttade hon till ungerska klubben Kisvárdai KC. 2019 började hon spela för i den rumänska klubben CSM București. Med Bukarest vann hon den rumänska cupen 2019, det rumänska mästerskapet 2021 och den rumänska cupen 2022. Hon avslutade karriären efter att 2023 vunnit rumänska mästerskapet ännu en gång.

## Landslagskarriär
Klikovac spelade för Montenegros U-20 landslag och vann bronsmedaljen vid VM 2010.  Ett år senare debuterade hon i det montenegrinska seniorlandslaget. I december 2012 deltog hon med Montenegros damlandslag i handboll vid Europamästerskapet i handboll för damer 2012 och vann Europatiteln. Ett år senare spelade hon i VM 2013. Hon var med i truppen i alla mästerskap till 2019 då hon saknades. 2014 deltog hon åter i EM.  Hon var också deltagare vid OS 2016 i Rio de Janeiro och OS 2020 i Tokyo. Efter OS 2021 avslutade hon sin landslagskarriär. Hon spelade 85 landskamper för Montenegro och stod för 51 mål i landslaget.